# Rouvre (rivière)
Pour les articles homonymes, voir Rouvre.
La Rouvre est une rivière normande du département de l'Orne, affluent de l'Orne en rive gauche.

## Géographie
La rivière naît à Beauvain, à 316 m d'altitude, à quelques kilomètres à l'est de La Ferté-Macé. Après avoir traversé le pays d'Houlme, elle coule en direction nord-ouest pour rejoindre la Suisse normande qu'elle traverse dans les quinze derniers kilomètres de son cours, autour de Bréel. La Rouvre se jette ensuite dans l'Orne entre le barrage de Saint-Philbert-sur-Orne et Pont-d'Ouilly, à Rouvrou (63 m d'altitude).

## Bassin et affluents
Le bassin de la Rouvre s'étend sur une longueur sud-nord en pays d'Houlme. Il avoisine le bassin d'un autre affluent de l'Orne, le Noireau — par son affluent la Vère —, au nord-ouest. Le sud-ouest et le sud jouxtent le bassin de la Loire par ses sous-affluents la Varenne, la Vée et la Gourbe. Au sud-est, il avoisine les bassins de la Maire et de l'Udon, autres affluents de l'Orne, et le bassin direct du fleuve côtier au nord-est. Le confluent est au nord du bassin.
Le principal affluent est le Val du Breuil, long de 17,1 km, qui conflue en rive gauche entre Briouze et Pointel. Plus en aval, le Lembron (14,4 km) conflue également en rive gauche, entre Ségrie-Fontaine et Taillebois. Trois autres affluents dépassent les 5 km : la Rouvrette (9,3 km, en rive gauche) entre Lonlay-le-Tesson et Le Grais, la Gine (11,3 km, en rive gauche) à La Carneille et la Coulandre (6,9 km, en rive gauche) entre Notre-Dame-du-Rocher et Bréel.

## Activité humaine et écologie
La dernière partie du cours s'effectue dans des petites gorges boisées et donnent lieu à de longs rapides permettant une pratique sportive du canoë-kayak, quand le niveau d'eau le permet, et de la pêche à la truite fario. Ces gorges abritent des espèces animales et végétales remarquables (moule perlière, osmonde royale…) et voient passer la loutre et le saumon. Enfin, elles constituent un lieu touristique important de la Suisse normande, avec notamment la présence d'un espace de découverte de la nature et des milieux aquatiques (Maison de la rivière et du paysage) et du belvédère de la Roche d'Oëtre, site exceptionnel surplombant de 118 m le secteur le plus sauvage de la vallée de la Rouvre.

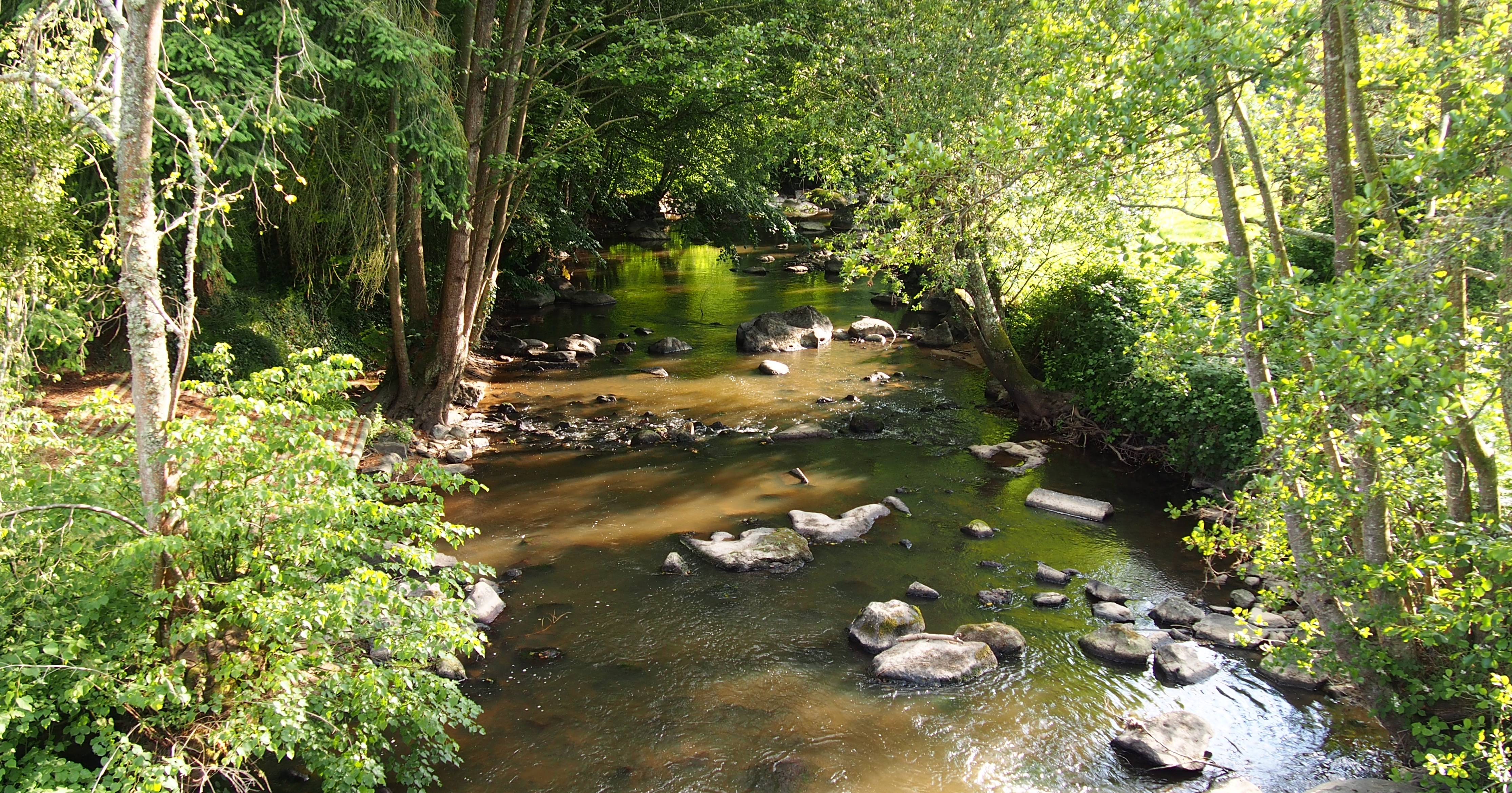
La Rouvre à la limite entre La Carneille et Notre-Dame-du-Rocher.
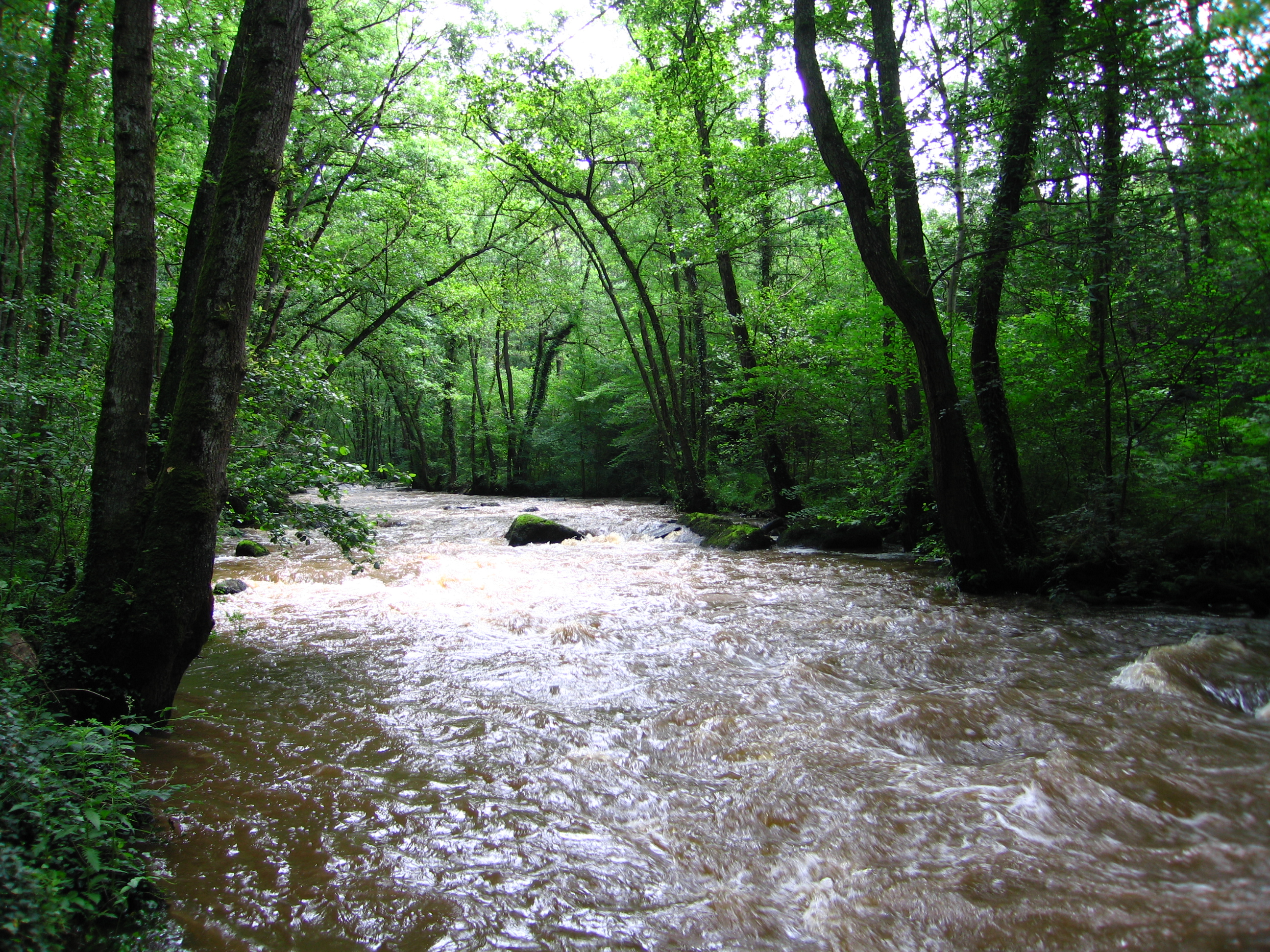
La Rouvre ombragée.
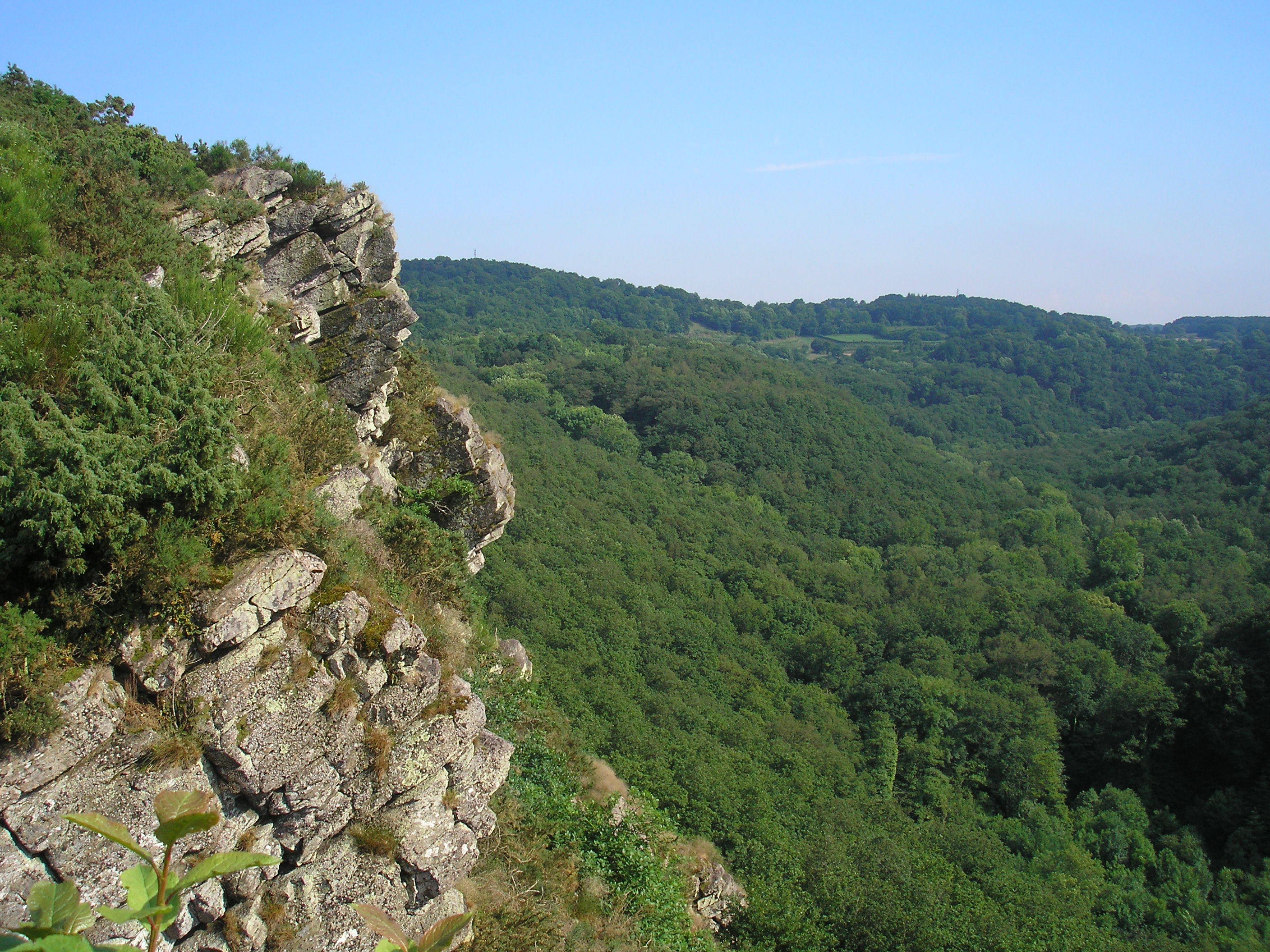
La Roche d'Oëtre.